# Две чёрные бутылки
«Две черные бутылки» (англ. Two Black Bottles) — короткий рассказ американского писателя Говарда Филипса Лавкрафта и Уилфреда Бланча Толмэна, написанный в октябре 1926 года. Впервые был издан выпуске журнала «Weird Tales» за август 1927 года. 

## Сюжет

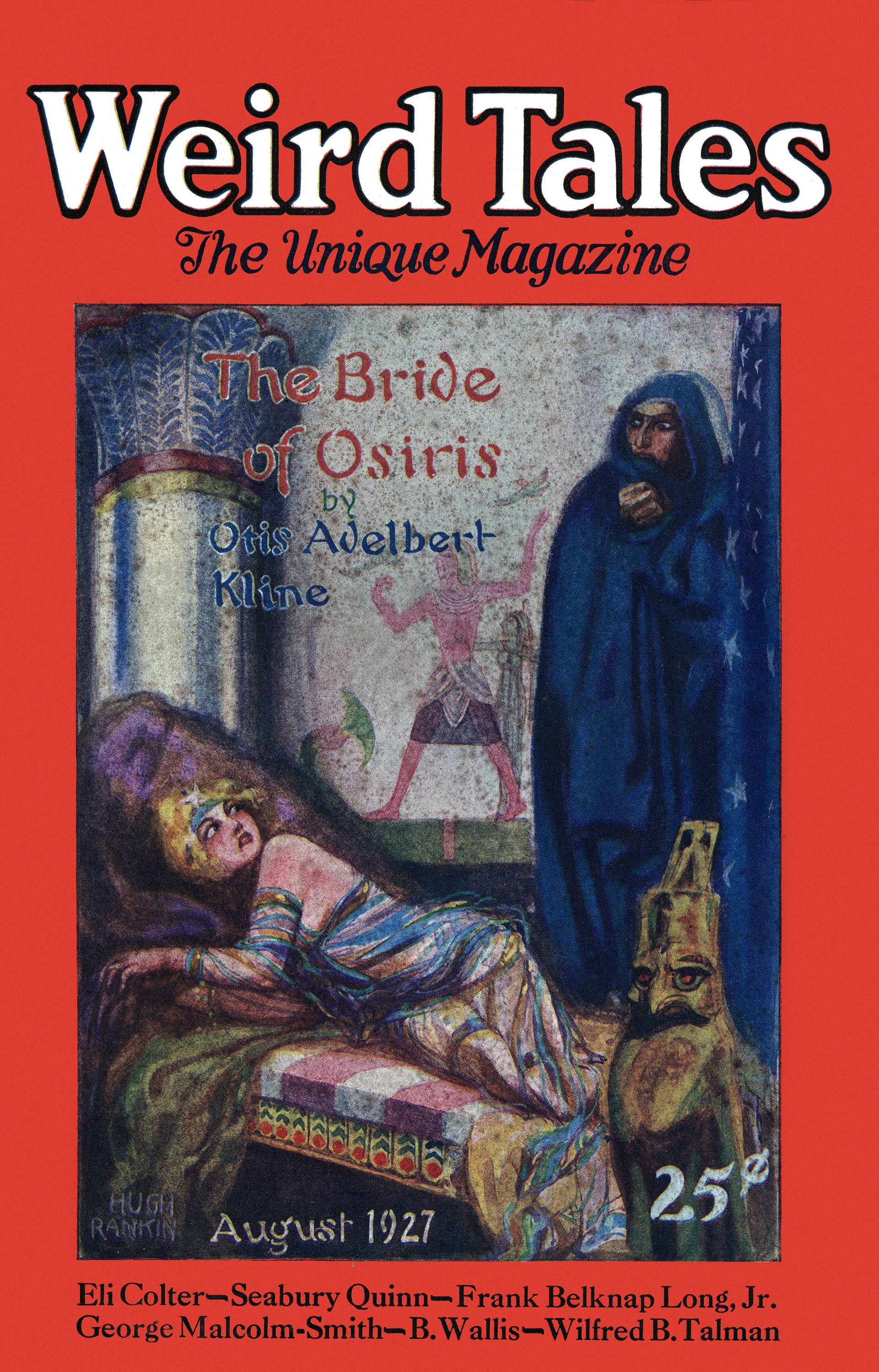
Weird Tales (август 1927 года, том 10, № 2) с изображением Отиса Адельберта Клайна «Невеста Осириса»

Хоффман Вандерхооф приезжает в деревню Даальберген в горах Ромпало (англ. Daalbergen, Ramapo), по вопросу наследства дяди Йоханнеса. Местные жители обвиняют его дядю и пономаря Абеля в связи с нечистым. Абель Фостер якобы разговаривал с мертвецами в могилах и те ему отвечали. Фостер прибыл в деревню 10 лет назад и после грянули беды: рудник закрылся, люди стали уезжать. Тогда же Йоханес начал проповедовать молитвы на неизвестном языке, в которых он упоминал «царство незримых духов из далекого прошлого», ночных кровопийц и гулей (англ. Night-haunting ghouls). Йоханнес вел проповеди, будто, находясь во власти высшей силы. Прихожане перестали ходить в церковь, но Йоханнес продолжал свои проповеди в одиночестве. По ночам в окнах церкви мерцали странные огни. Фостер тоже говорил на неизвестном языке; он позаботился о похоронах Йоханесса, а после появился радостный в городе. Говорили, что это Фостер заставил Йоханнеса продать душу.  

Хоффман отправляется ночью через болото и выходит к старой церкви, которую окружают могильные камни. Внутри он обнаруживает библиотеку и лабораторию, где спит пьяный Фостер. Тот вскакивает от испуга и кричит, ожидая, что за ним явился восставший из могилы Йоханнес. Фостер признается, что изучал чёрную магию и «нездешнее знание» из книг Пастора Слотта, первого настоятеля церкви. Именно он насылал проклятья на горожан и подчинил волю Йоханнеса, заключив его душу в бутылку. Теперь, без души, тот не сможет попасть ни на небеса ни в ад. Между мужчинами вспыхивает борьба, в ходе которой разбивается стоящая на столе бутылка, в которую Фостер заключил свою душу 200 лет назад. Фостер сморщивается, а его плоть чернеет, обращаясь в жёлтую пыль.
Бутылка в руке стала горячей и источала слабое фосфоресцирующее сияние. Раздался шорох осыпающейся земли. Луна уже стояла высоко в небе. Крест на могиле Вандерхоофа упал наземь. Раздался жуткий рев. На фоне озаренной лунным светом стены церкви появилась гигантская чёрная тень, которая вылезла из могилы Йоханнеса и медленной, неверной поступью волочилась ко входу в здание.
На утро могила Йоханесса оказалась пустой. По слухам, с той поры в полнолуние по кладбищу бродит гигантская фигура, с бутылкой в руке и что-то ищет.

## Персонажи
Хоффман Вандерхооф (англ. Hoffman Vanderhoof) — рассказчик.
Домини Йоханнес Вандерхооф (англ. Dominie Johannes Vanderhoof) — пастор, дядя Хоффмана, высокий и внушительный человек со слабым сердцем. Попал под темное влияние Фостера, который манипулировал им на проповедях и пугал людей. Несмотря на усилия местных, они не могли позволить себе заменить его, поэтому Йоханнес продолжал проповедовать в пустом зале.
Абель Фостер (англ. Abel Foster) — пастор, согбенный и сморщенный своим невероятным возрастом. Раз в неделю закупал провизию в деревне. Ни с кем не разговаривал, бросал злые взгляды, стучал палкой по неровной мостовой. Нашел и прочитал коллекцию оккультных материалов Домини Слотта. Фостер насылал проклятия на город и говорил на неизвестном языке.

### Второстепенные персонажи
- Домини Гиллиам Слотт (англ. Dominie Guilliam  Slott) — первый пастор церкви, занявший эту должность в 1701 году, несмотря на это, занимался оккультизмом.

- Марк Хейнс (англ. Mark Haines) — бакалейщик в Даальбергене, который знал все местные слухи и распространял их. Написал письмо Хоффману о наследстве.

- Чёрная тень (англ. Black shadow) — гигантский силуэт жуткой черной тени, отвратительно дергаясь, поднимающейся из могилы.

## Вдохновение
Получив от Уилфреда Бланша краткий обзор и черновик, Лавкрафт внес некоторые изменения в структуру повествования, в том числе, подачу событий только от первого лица; добавил фрагменты с диалектизмами и частично переписал диалоги с целью придания языковыми средствами произведению плавности и завершенности. Необычным для Лавкрафта является то, что христианский Бог упоминается в тексте рассказа, — что делает этот рассказ одним из немногих среди «Лавкрафтовских ужасов», что включает в себя Иудеохристианские концепции религии. Ветхий Завет упоминается в рассказах «Картина в доме», «Ужас в Ред Хуке» «Грёзы в ведьмовском доме» и романе «Случай Чарльза Декстера Варда».
Даальберген — предположительно, голландское сообщество, рядом с горами Апалачи, особенно учитывая использование имен Хоффман и Домини. Рассказ локализуется в отчужденной глубинке, столь характерной для произведений Лавкрафта,  
Существует настоящая городская легенда про шахтерский город, в котором иссякла железная жила из-за проклятия Фостера. Лавкрафт часто использует городские легенды двух разных городов и на их основе создает новый вымышленный город. В рассказе «Неименуемое» упоминается легенда Аркхема про пастора, которого, вместе с прихожанами в церкви, убило невидимое существо.
описывающих воображаемую сельскую местность Новой Англии, — известную как «Страна Лавкрафта».

## Связь с другими произведениями
В рассказе «Алхимик» колдун при помощи философского камня и эликсира молодости прожил 400 лет. 
В рассказе «Страшный старик» старик заключал души в бутылки и говорил с ними.  
В рассказе «Ужас в Ред Хуке» ведьма умерла, когда был разбит ее алтарь. 
В рассказе «Пёс» некромант воскрес, когда гробокопатели вернули в его могилу амулет. 
В рассказе «Загадочный дом на туманном утёсе» старик говорил с бутылками, а также упоминаются летающие черные тени. 
В рассказе «Ужас Данвича» описано поверье, согласно которому козоди ловят душу после смерти.